# Lisa Kewley
Lisa Jennifer Kewley (Canberra, 1974) es una profesora y directora asociada en la Escuela de Investigación para Astronomía y Astrofísica en la Universidad Nacional Australiana, facultad de ciencias físicas y matemáticas. Especializándose en la evolución de las galaxias, ganó el Premio Annie Jump Cannon en Astronomía en 2005 por sus estudios del oxígeno en las galaxias, y el Premio Newton Lacy Pierce en Astronomía en 2008. En 2014, fue elegida becaria de la Academia Australiana de la Ciencia.

## Vida
Kewley creció en el Sur de Australia. Sus padres alentaron que se comprometiese con las ciencias y fue influenciada por un profesor de física del instituto, y la participación en un campamento de la escuela de observación de estrellas, para que se interesase por la astronomía. Después de la escuela, se matriculó en la Universidad de Adelaida, donde se graduó en astrofísica. Entonces, se mudó a Canberra para perseguir su doctorado en astrofísica en la Universidad Nacional Australiana, el cual consiguió en 2002. En 2001, pasó algún tiempo en los Estados Unidos de América como profesora visitante en la Universidad Johns Hopkins. Durante este tiempo, coescribió un artículo en The Astrophysical Journal, llamado "Theoretical Modeling of Starburst Galaxies", el cual fue su publicación más citada a partir de 2016.
Después de completar su doctorado, Kewley fue al Centro de astrofísica Harvard-Smithsonian, en Boston, con una beca CfA, y trabajó en la formación y evolución de las estrellas. Entre sus mentores se encuentra la astrofísica estadounidense Margaret Geller. Premiada con una beca postdoctoral Hubble en 2004, entonces continuó su trabajo en el Instituto de Astronomía de la Universidad de Hawái. Kewley era parte de un equipo que usaba un nuevo análisis de una imagen del telescopio Hubble para identificar galaxias a 9.3 mil millones de años de luz de distancia. Luego trabajó en el Observatorio W. M. Keck en Mauna Kea, analizando datos sobre el contenido de oxígeno de esta y otras galaxias de diferentes edades, contribuyendo al entendimiento de su evolución. Por esta investigación, en 2005, recibió el Premio Annie Jump Cannon en Astronomía. En 2008, Kewley ganó el Premio Newton Lacy Pierce en Astronomía, otorgado por la Sociedad Astronómica Estadounidense. El premio era por su investigación "que ha enseñado cómo las propiedades de una galaxias dependen de hace cuanto fuese formada". Su trabajo estudió la variación en las propiedades de galaxias antiguas y nuevas, incluyendo la riqueza de oxígeno, el ritmo de formación de estrellas y las características del núcleo de la galaxia.
En 2011, Kewley regresó a Australia como profesora para la Escuela de Investigación de Astronomía y Astrofísica en la Universidad Nacional Australiana. En 2014, Kewley fue elegida becaria de la Academia Australiana de la Ciencia. Se casó con Reuben en Canberra en 2001, poco antes de mudarse a Boston. Tienen un hijo (nacido en 2008) y una hija (nacida en 2011), ambos nacidos en Hawái.
Medalla James Craig Watson en 2020 por: 

Por sus contribuciones fundamentales a nuestra comprensión de las colisiones de galaxias, las abundancias químicas cósmicas, la energética galáctica y la historia de la formación estelar de las galaxias al dilucidar procesos clave en las galaxias formadoras de estrellas, incluida la física nebular, la acreción por agujeros negros supermasivos y el enriquecimiento de oxígeno.